# Arcidiocesi di Luanda
L'arcidiocesi di Luanda (in latino Archidioecesis Luandensis) è una sede metropolitana della Chiesa cattolica in Angola. Nel 2023 contava 3.567.970 battezzati su 7.146.000 abitanti. È retta dall'arcivescovo Filomeno do Nascimento Vieira Dias.

## Territorio
L'arcidiocesi comprende parte della provincia di Luanda in Angola.
Sede arcivescovile è la città di Luanda, dove si trova la cattedrale di Nostra Signora dei Rimedi.
Il territorio si estende su 342 km² ed è suddiviso in 41 parrocchie.

### Provincia ecclesiastica
La provincia ecclesiastica di Luanda, istituita nel 1940, comprende le seguenti suffraganee:
- diocesi di Cabinda,
- diocesi di Caxito,
- diocesi di Mbanza Congo,
- diocesi di Sumbe,
- diocesi di Viana.

## Storia
La diocesi di São Salvador da Congo in Angola fu eretta il 20 maggio 1596 con la bolla Super specula di papa Clemente VIII, ricavandone il territorio dall'arcidiocesi di Tomé (oggi diocesi di São Tomé e Príncipe). Originariamente era suffraganea dell'arcidiocesi di Lisbona (oggi patriarcato).
Assunse varie denominazioni: dal 1609 São Paulo de Loanda / Congo in Angola; dal 1623 tornò ad essere chiamata São Salvador da Congo / Congo in Angola; dal 1628 ancora São Paulo de Loanda / Congo in Angola; dal 1716 São Paulo de Loanda / Congo in Angola / Santa Cruz de Reino de Angola.
Primitiva sede della diocesi era la città di São Salvador, dal 1975 denominata Mbanza Congo, nell'interno del Paese; nel corso del XVII secolo la sede diocesana fu trasferita a São Paulo de Loanda (ora Luanda) sulla costa
Il 16 novembre 1616 era entrata a far parte della provincia ecclesiastica dell'arcidiocesi di San Salvador di Bahia.
Il 27 giugno 1640 papa Urbano VIII eresse la prefettura apostolica del Congo, affidata alle cure dei missionari Cappuccini italiani, e con lo scopo di evangelizzare le regioni interne del Congo, che solo formalmente facevano parte della diocesi di São Salvador.
Il 13 gennaio 1844 in forza della bolla Quae olim di papa Gregorio XVI fece ritorno alla provincia ecclesiastica del patriarcato di Lisbona.
Il 23 luglio 1853 fu istituito il seminario diocesano per la formazione dei preti delle diocesi di São Salvador e di São Tomé.
Il 4 settembre 1940 in forza della bolla Sollemnibus Conventionibus di papa Pio XII ha ceduto porzioni del suo territorio a vantaggio dell'erezione delle diocesi di Nova Lisboa (oggi arcidiocesi di Huambo) e di Silva Porto (oggi diocesi di Kwito-Bié), è stata elevata al rango di arcidiocesi metropolitana e ha assunto il nome attuale.
Successivamente ha ceduto a più riprese altre porzioni di territorio a vantaggio dell'erezione di nuove diocesi e precisamente:
- la diocesi di Malanje (oggi arcidiocesi) il 25 novembre 1957;
- la diocesi di Carmona e São Salvador (oggi diocesi di Uije) il 14 marzo 1967;
- la diocesi di Novo Redondo (oggi diocesi di Sumbe) il 10 agosto 1975;
- la diocesi di Cabinda il 2 luglio 1984;
- la diocesi di Ndalatando il 26 marzo 1990;
- le diocesi di Caxito e di Viana il 6 giugno 2007.

## Cronotassi dei vescovi
Si omettono i periodi di sede vacante non superiori ai 2 anni o non storicamente accertati.
- Miguel Rangel, O.F.M. † (20 maggio 1596 - 16 agosto 1602 deceduto)
- Antonio de Santo Estevão, O.P. † (15 luglio 1604 - aprile 1608 deceduto)
- Manuel Baptista, O.F.M. † (25 maggio 1609 - aprile 1620 deceduto)
- Simon Mascarenhas, O.F.M. † (15 febbraio 1621 - 13 ottobre 1624 deceduto)
  - Sede vacante (1624-1627)
- Francisco de Soveral, O.S.A. † (8 febbraio 1627 - 5 gennaio 1642 deceduto)
  - Sede vacante (1642-1671)
- Pedro Sanches Farinha † (22 giugno 1671 - 30 novembre 1671 deceduto)
- António do Espirito Santo, O.C.D. † (14 novembre 1672 - 12 gennaio 1674 deceduto)
- Manuel da Natividade, O.F.M. † (2 dicembre 1675 - 8 dicembre 1685 deceduto)
- João Franco de Oliveira † (9 giugno 1687 - 9 gennaio 1692 nominato arcivescovo di San Salvador di Bahia)
- José de Oliveira, O.S.A. † (19 luglio 1694 - 9 settembre 1700 dimesso)
- Luis Simões Brandão † (6 febbraio 1702 - 24 febbraio 1720 dimesso)
- Manuel a Santa Catharina, O.Carm. † (20 marzo 1720 - 1º novembre 1732 deceduto)
  - Sede vacante (1732-1738)
- Antônio de Nossa Senhora do Desterro Malheiro † (3 settembre 1738 - 15 dicembre 1745 nominato vescovo di Rio de Janeiro)
- Manoel de Santa Ines Ferreira, O.C.D. † (15 dicembre 1745 - 6 agosto 1770 nominato arcivescovo di San Salvador di Bahia)
- Luis da Anunciação Azevedo, O.P. † (17 giugno 1771 - 8 novembre 1784 dimesso)
- Alexandre da Sagrada Familia Ferreira da Silva, O.F.M. † (14 febbraio 1785 - 23 novembre 1787 dimesso)
  - Sede vacante (1787-1791)
- Luiz de Brito Homem, O.S.B. † (17 dicembre 1791 - 24 maggio 1802 nominato vescovo di São Luís do Maranhão)
- Joaquim Maria Mascarenhas Castello Branco † (20 dicembre 1802 - aprile 1807 dimesso)
  - Sede vacante (1807-1814)
- João Damasceno Da Silva Póvoas † (19 dicembre 1814  - 21 febbraio 1826 deceduto)
  - Sede vacante (1826-1846)
- Sebastião da Anunciação Gomes de Lemos, O.C.D. † (16 aprile 1846 - 1848 dimesso)
- Joaquim Moreira Reis, O.S.B. †(28 settembre 1849 - 10 marzo 1857 dimesso)
- Manuel de Santa Rita Barros, T.O.R. † (23 marzo 1860 - 3 gennaio 1862 deceduto)
- José Lino de Oliveira †(21 dicembre 1863 - 1º luglio 1871 dimesso)
- Tommaso Gomes de Almeida † (4 agosto 1871 - 22 settembre 1879 nominato vescovo ausiliare di Goa[3])
- José Sebastião d'Almeida Neto, O.F.M. † (22 settembre 1879 - 9 agosto 1883 nominato patriarca di Lisbona)
- António Tomé da Silva Leitão e Castro † (27 marzo 1884 - 1º giugno 1891 nominato vescovo coadiutore di Lamego[4])
- António Dias Ferreira † (1º giugno 1891 - 7 marzo 1901 dimesso)
- Antonio José Gomes Cardoso † (21 giugno 1901 - 12 agosto 1904 deceduto)
- António Barbosa Leão † (26 aprile 1906 - 19 dicembre 1907 nominato vescovo di Faro)
- João Evangelista de Lima Vidal † (31 marzo 1909 - 9 dicembre 1915 nominato vescovo ausiliare di Lisbona[5])
  - Sede vacante (1915-1932)
- Moisés Alves de Pinho, C.S.Sp. † (7 aprile 1932 - 17 novembre 1966 dimesso[6])
- Manuel Nunes Gabriel † (17 novembre 1966 succeduto - 19 dicembre 1975 dimesso)
- Eduardo André Muaca † (19 dicembre 1975 succeduto - 31 agosto 1985 dimesso)
- Alexandre do Nascimento, O.P. † (16 febbraio 1986 - 23 gennaio 2001 ritirato)
- Damião António Franklin † (23 gennaio 2001 - 28 aprile 2014 deceduto)
- Filomeno do Nascimento Vieira Dias, dall'8 dicembre 2014

## Statistiche
L'arcidiocesi nel 2023 su una popolazione di 7.146.000 persone contava 3.567.970 battezzati, corrispondenti al 49,9% del totale.
| anno | popolazione | popolazione | popolazione | presbiteri | presbiteri | presbiteri | presbiteri                | diaconi | religiosi | religiosi | parrocchie |
| anno | battezzati  | totale      | %           | numero     | secolari   | regolari   | battezzati per presbitero | diaconi | uomini    | donne     | parrocchie |
| ---- | ----------- | ----------- | ----------- | ---------- | ---------- | ---------- | ------------------------- | ------- | --------- | --------- | ---------- |
| 1949 | 223.000     | 1.509.979   | 14,8        | 88         | 26         | 62         | 2.534                     |         | 72        | 67        | 51         |
| 1970 | 720.000     | 1.400.000   | 51,4        | 102        | 39         | 63         | 7.058                     |         | 95        | 190       | 26         |
| 1980 | 623.000     | 923.000     | 67,5        | 51         | 8          | 43         | 12.215                    |         | 58        | 131       | 34         |
| 1990 | 1.218.000   | 2.214.000   | 55,0        | 88         | 14         | 74         | 13.840                    |         | 107       | 247       | 29         |
| 1999 | 2.520.160   | 4.420.050   | 57,0        | 102        | 13         | 89         | 24.707                    |         | 309       | 473       | 29         |
| 2000 | 2.535.000   | 4.500.000   | 56,3        | 134        | 17         | 117        | 18.917                    |         | 329       | 499       | 31         |
| 2001 | 2.855.000   | 4.750.000   | 60,1        | 135        | 17         | 118        | 21.148                    | 1       | 323       | 516       | 32         |
| 2002 | 3.011.000   | 4.890.000   | 61,6        | 134        | 23         | 111        | 22.470                    | 1       | 352       | 527       | 32         |
| 2003 | 3.400.000   | 5.050.000   | 67,3        | 143        | 29         | 114        | 23.776                    | 1       | 418       | 549       | 33         |
| 2004 | 3.055.000   | 4.843.000   | 63,1        | 147        | 27         | 120        | 20.782                    | 1       | 289       | 543       | 32         |
| 2007 | 2.341.000   | 3.184.681   | 73,5        | 129        | 25         | 104        | 18.147                    | 1       | 289       | 543       | 34         |
| 2011 | 2.717.000   | 3.682.000   | 73,8        | 114        | 53         | 61         | 23.833                    |         | 302       | 191       | 29         |
| 2016 | 2.872.000   | 3.892.000   | 73,8        | 141        | 80         | 61         | 20.368                    |         | 302       | 191       | 29         |
| 2019 | 3.155.825   | 6.323.335   | 49,9        | 123        | 48         | 75         | 25.657                    |         | 387       | 322       | 34         |
| 2021 | 3.356.630   | 6.729.300   | 49,9        | 130        | 74         | 56         | 25.820                    |         | 480       | 349       | 41         |
| 2023 | 3.567.970   | 7.146.000   | 49,9        | 247        | 176        | 71         | 14.445                    |         | 470       | 371       | 41         |